# لغات سلافية شرقية
اللغات السلافية الشرقية تشكل واحدة من ثلاث مجموعات فرعية إقليمية من اللغات السلافية، تستخدم حاليا في أوروبا الشرقية. وتمثل المجموعة الأكبر من حيث عدد المتكلمين، متفوقة بشكل ملحوظ على اللغات السلافية الغربية والجنوبية. اللغات السلافية الشرقية الموجودة البيلاروسية والروسية السلافية والأوكرانية.. لغة روسينية أن تكون إما لغة مستقلة أو لهجة من الأوكرانية [ واللغة القبطية السلافية
اللغات السلافية الشرقية تنحدر من سلف مشترك، وهي لغة القرون الوسطى روس كييف (من القرن ال9 إلى القرن ال13). و كل اللغات التالية تستخدم الأبجدية السيريلية، ولكن مع تعديلات معينة. والأبجدية القبطية السلافية

## التصنيف
تبين الصورة أدناه تصنيف اللغات السلافية الشرقية.